# ATP Finals 2023
ATP Finals 2023 var en tennisturnering for mænd, der blev spillet indendørs på hardcourtbaner i Pala Alpitour i Torino, Italien i perioden 13. - 19. november 2023. Det var den 54. udgave af ATP Tour-mesterskaberne siden den første turnering i 1970, og turneringen blev afviklet under navnet Nitto ATP Finals pga. et sponsorat fra Nitto Denka Corporation. Turneringen var sæsonens sidste på ATP Tour 2023.
Singlemesterskabet blev vundet af Novak Djokovic, som dermed blev den første spiller, der vandt singletitlen ved ATP Finals syv gange – han havde indtil da delt rekorden på 6 singletitler med Roger Federer. I finalen vandt Djokovic med 6-3, 6-3 over værtslandets Jannik Sinner, der var den første italiener i en ATP Finals-finale. Dermed fik serberen revanche for nederlaget til Sinner, der havde vundet de to spilleres første møde i turneringen i gruppespillet med 7-5, 6-7(5), 7-6(2).
I sin første kamp i turneringen besejrede førsteseedede Novak Djokovic Holger Rune, og dermed sikrede han sig, at han ville slutte sæsonen som nr. 1 på ATP's verdensrangliste. Det var ottende gang, at Djokovic sikrede sig denne ære, hvilket ingen andre tidligere havde præsteret, eftersom Pete Sampras var næstbedst med seks førstepladser på ranglisten ved sæsonens afslutning.
Doubletitlen gik for anden sæson i træk til US Open-mestrene Rajeev Ram og Joe Salisbury, som i finalen slog Marcel Granollers og Horacio Zeballos med 6-3, 6-4, og som dermed nåede op på 10 vundne kampe i træk ved ATP Finals. Førsteseedede Ivan Dodig og Austin Krajicek endte på tredjepladsen i deres indledende gruppe og gik dermed ikke videre til semfinalerne, men resultatet var nok til, at den amerikansk-kroatiske duo sluttede sæsonen som det bedste par på ATP's verdensrangliste.
Siden Ruslands invasion af Ukraine i begyndelsen af 2022 havde tennissportens styrende organer, WTA, ATP, ITF og de fire grand slam-turneringer, tilladt, at spillere fra Rusland og Hviderusland fortsat kunne deltage i grand slam-turneringer samt turneringer på ATP Tour og WTA Tour, men de kunne ikke stille op under landenes navne eller flag, og spillerne fra de to lande deltog derfor i turneringen under neutralt flag.

## Præmier
Den samlede præmiesum for ATP Finals 2023 androg $ 15.000.000, hvilket var en stigning på 1,7 % i forhold til året før.
| Resultat                               | Single                                                                                | Double                                                                              |
| Resultat                               | Pr. spiller                                                                           | Pr. par                                                                             |
| -------------------------------------- | ------------------------------------------------------------------------------------- | ----------------------------------------------------------------------------------- |
| Reserve                                | $ 152.500                                                                             | $ 50.850                                                                            |
| Startpenge                             | $ 325.500 (3 spillede kampe) $ 244.125 (2 spillede kampe) $ 162.750 (1 spillet kampe) | $ 132.000 (3 spillede kampe) $ 99.000 (2 spillede kampe) $ 66.000 (1 spillet kampe) |
| Vundet kamp i gruppespillet (pr. sejr) | + $ 390.000                                                                           | + $ 95.000                                                                          |
| Vundet semifinale                      | + $ 1.105.000                                                                         | + $ 175.650                                                                         |
| Vundet finale                          | + $ 2.201.000                                                                         | + $ 351.000                                                                         |

En ubesejret singlemester vinder $ 4.801.500, mens der var $ 943.650 til en ubesejret doublemester.

## Herresingle

### Deltagere
Herresingleturneringen har deltagelse af otte spillere. Følgende spillere har kvalificeret sig til mesterskabet:
| Spiller            | Kvalifikationsdato | Ref.   |
| ------------------ | ------------------ | ------ |
| Carlos Alcaraz     | 17. juli 2023      | [ 6 ]  |
| Novak Djokovic     | 19. august 2023    | [ 7 ]  |
| Daniil Medvedev    | 5. september 2023  | [ 8 ]  |
| Jannik Sinner      | 7. oktober 2023    | [ 9 ]  |
| Andrej Rubljov     | 26. oktober 2023   | [ 10 ] |
| Stefanos Tsitsipas | 2. november 2023   | [ 11 ] |
| Alexander Zverev   | 3. november 2023   | [ 12 ] |
| Holger Rune        | 3. november 2023   | [ 12 ] |

### Grupper
Spillerne blev ved lodtrækning inddelt i to grupper, således at 1.- og 2.-seedet kom i hver sin gruppe, 3.- og 4.-seedet kom i hver sin gruppe osv.
| Grøn gruppe            | Rød gruppe           |
| ---------------------- | -------------------- |
| Novak Djokovic [1]     | Carlos Alcaraz [2]   |
| Jannik Sinner [4]      | Daniil Medvedev [3]  |
| Stefanos Tsitsipas [6] | Andrej Rubljov [5]   |
| Holger Rune [8]        | Alexander Zverev [7] |

### Gruppespil

#### Grøn gruppe
| Dato         | Vinder         | Taber              | Resultat            |
| ------------ | -------------- | ------------------ | ------------------- |
| 12. november | Jannik Sinner  | Stefanos Tsitsipas | 6–4, 6–4            |
| 12. november | Novak Djokovic | Holger Rune        | 7–6(4), 6–7(1), 6–3 |
| 14. november | Holger Rune    | Stefanos Tsitsipas | 2–1 opg.            |
| 14. november | Jannik Sinner  | Novak Djokovic     | 7–5, 6–7(5), 7–6(2) |
| 16. november | Novak Djokovic | Hubert Hurkacz     | 7–6(1), 4–6, 6–1    |
| 16. november | Jannik Sinner  | Holger Rune        | 6–2, 5–7, 6–4       |

| Spillere               | Kampe (V-T) | Sæt (V-T)     | Partier (V-T)   |
| ---------------------- | ----------- | ------------- | --------------- |
| Jannik Sinner [4]      | 3–0         | 6–2 (75 %)    | 49–39 (55,68 %) |
| Novak Djokovic [1]     | 2–1         | 5–4 (55,56 %) | 54–49 (52,43 %) |
| Holger Rune [8]        | 1–2         | 4–4 (50 %)    | 29–36 (44,62 %) |
| Hubert Hurkacz [9]     | 0–1         | 1–2 (33,33 %) | 13–17 (43,33 %) |
| Stefanos Tsitsipas [6] | 0–2         | 0–4 (0 %)     | 8–12 (40 %)     |

#### Rød gruppe
| Dato         | Vinder           | Taber            | Resultat         |
| ------------ | ---------------- | ---------------- | ---------------- |
| 13. november | Daniil Medvedev  | Andrej Rubljov   | 6–4, 6–2         |
| 13. november | Alexander Zverev | Carlos Alcaraz   | 6–7(3), 6–3, 6–4 |
| 15. november | Carlos Alcaraz   | Andrej Rubljov   | 7–5, 6–2         |
| 15. november | Daniil Medvedev  | Alexander Zverev | 7–6(7), 6–4      |
| 17. november | Carlos Alcaraz   | Daniil Medvedev  | 6–4, 6–4         |
| 17. november | Alexander Zverev | Andrej Rubljov   | 6–4, 6–4         |

| Spillere             | Kampe (V-T) | Sæt (V-T)     | Partier (V-T)   |
| -------------------- | ----------- | ------------- | --------------- |
| Carlos Alcaraz [2]   | 2–1         | 5–2 (71,43 %) | 39–33 (54,17 %) |
| Daniil Medvedev [3]  | 2–1         | 4–2 (66,67 %) | 33–28 (54,1 %)  |
| Alexander Zverev [7] | 2–1         | 4–3 (57,14 %) | 40–35 (53,33 %) |
| Andrej Rubljov [5]   | 0–3         | 0–6 (0 %)     | 21–37 (36,21 %) |

### Semifinaler og finale
| Semifinaler | Semifinaler     | Semifinaler | Semifinaler | Semifinaler |  |   | Finale         | Finale        | Finale | Finale | Finale |
|             |                 |             |             |             |  |   |                |               |        |        |        |
| 4           | Jannik Sinner   | 6           | 6           | 6           |  |   |                |               |        |        |        |
| 3           | Daniil Medvedev | 3           | 7           | 1           |  |   | 4              | Jannik Sinner | 3      | 3      |        |
| 2           | Carlos Alcaraz  | 3           | 2           |             |  | 1 | Novak Djokovic | 6             | 6      |        |        |
| 1           | Novak Djokovic  | 6           | 6           |             |  |   |                |               |        |        |        |

## Herredouble

### Deltagere
Herredoubleturneringen har deltagelse af otte par. Følgende par har kvalificeret sig til mesterskabet:
| Spillere                                 | Kvalifikationsdato | Ref.   |
| ---------------------------------------- | ------------------ | ------ |
| Ivan Dodig Austin Krajicek               | 9. oktober 2023    | [ 14 ] |
| Wesley Koolhof Neal Skupski              | 9. oktober 2023    | [ 14 ] |
| Rohan Bopanna Matthew Ebden              | 14. oktober 2023   | [ 15 ] |
| Rajeev Ram Joe Salisbury                 | 29. oktober 2023   | [ 16 ] |
| Marcel Granollers Horacio Zeballos       | 30. oktober 2023   | [ 17 ] |
| Santiago González Édouard Roger-Vasselin | 2. november 2023   | [ 18 ] |
| Rinky Hijikata Jason Kubler              | 2. november 2023   | [ 18 ] |
| Máximo González Andrés Molteni           | 3. november 2023   | [ 19 ] |

### Grupper
Parrene blev ved lodtrækning inddelt i to grupper, således at 1.- og 2.-seedet kom i hver sin gruppe, 3.- og 4.-seedet kom i hver sin gruppe osv.
| Grøn gruppe                                  | Rød gruppe                      |
| -------------------------------------------- | ------------------------------- |
| Ivan Dodig Austin Krajicek [1]               | Wesley Koolhof Neal Skupski [2] |
| Santiago González Édouard Roger-Vasselin [4] | Rohan Bopanna Matthew Ebden [3] |
| Marcel Granollers Horacio Zeballos [5]       | Rajeev Ram Joe Salisbury [6]    |
| Máximo González Andrés Molteni [7]           | Rinky Hijikata Jason Kubler [8] |

### Gruppespil

#### Grøn gruppe
| Dato         | Vinder                                   | Taber                                    | Resultat          |
| ------------ | ---------------------------------------- | ---------------------------------------- | ----------------- |
| 12. november | Marcel Granollers Horacio Zeballos       | Santiago González Édouard Roger-Vasselin | 2–6, 6–3, [10–7]  |
| 12. november | Ivan Dodig Austin Krajicek               | Máximo González Andrés Molteni           | 6–4, 6–2          |
| 14. november | Santiago González Édouard Roger-Vasselin | Máximo González Andrés Molteni           | 6–4, 6–4          |
| 14. november | Marcel Granollers Horacio Zeballos       | Ivan Dodig Austin Krajicek               | 6–4, 6–4          |
| 16. november | Santiago González Édouard Roger-Vasselin | Ivan Dodig Austin Krajicek               | 6–4, 3–6, [15–13] |
| 16. november | Marcel Granollers Horacio Zeballos       | Máximo González Andrés Molteni           | 6–3, 6–4          |

| Spillere                                     | Kampe (V-T) | Sæt (V-T)     | Partier (V-T)   |
| -------------------------------------------- | ----------- | ------------- | --------------- |
| Marcel Granollers Horacio Zeballos [5]       | 3–0         | 6–1 (85,71 %) | 33–24 (57,89 %) |
| Santiago González Édouard Roger-Vasselin [4] | 2–1         | 5–3 (62,5 %)  | 31–27 (53,45 %) |
| Ivan Dodig Austin Krajicek [1]               | 1–2         | 3–4 (42,86 %) | 30–28 (51,72 %) |
| Máximo González Andrés Molteni [7]           | 0–3         | 0–6 (0 %)     | 21–36 (36,84 %) |

#### Rød gruppe
| Dato         | Vinder                      | Taber                       | Resultat         |
| ------------ | --------------------------- | --------------------------- | ---------------- |
| 13. november | Rajeev Ram Joe Salisbury    | Rohan Bopanna Matthew Ebden | 6–3, 6–4         |
| 13. november | Wesley Koolhof Neal Skupski | Rinky Hijikata Jason Kubler | 6–3, 6–4         |
| 15. november | Rohan Bopanna Matthew Ebden | Rinky Hijikata Jason Kubler | 6–4, 6–4         |
| 15. november | Rajeev Ram Joe Salisbury    | Wesley Koolhof Neal Skupski | 6–3, 3–6, [10–7] |
| 17. november | Rohan Bopanna Matthew Ebden | Wesley Koolhof Neal Skupski | 6–4, 7–6(5)      |
| 17. november | Rajeev Ram Joe Salisbury    | Rinky Hijikata Jason Kubler | 5–7, 6–1, [10–2] |

| Spillere                        | Kampe (V-T) | Sæt (V-T)     | Partier (V-T)   |
| ------------------------------- | ----------- | ------------- | --------------- |
| Rajeev Ram Joe Salisbury [6]    | 3–0         | 6–2 (75 %)    | 34–24 (58,62 %) |
| Rohan Bopanna Matthew Ebden [3] | 2–1         | 4–2 (66,67 %) | 32–30 (51,61 %) |
| Wesley Koolhof Neal Skupski [2] | 1–2         | 3–4 (42,86 %) | 31–30 (50,82 %) |
| Rinky Hijikata Jason Kubler [8] | 0–3         | 1–6 (14,29 %) | 23–36 (38,98 %) |

### Semifinaler og finale
| Marcel Granollers |
| Horacio Zeballos  |

| Rohan Bopanna |
| Matthew Ebden |

| Marcel Granollers |
| Horacio Zeballos  |

| Rajeev Ram    |
| Joe Salisbury |

| Rajeev Ram    |
| Joe Salisbury |

| Santiago González      |
| Édouard Roger-Vasselin |